# 戴士柏
戴士柏（英文：Dunsborough）是一個位於澳大利亞西澳大利亞州西南區的一個喬格拉菲海灣沿岸城鎮。戴士柏位於珀斯以西南255（158英里）。根據2006年人口普查，戴士柏擁有人口3,371人。

## 歷史
戴士柏取名自附近的邓恩湾，而邓恩湾則是取名自詹姆士·史特靈的下屬查德·达林·邓恩船长，而邓恩船长曾經於1810年至1811年期間指揮過海伯尼亚號和阿尔米德號船隻。於1830年代，來自歐洲的探險家首次踏足戴士柏一帶，而於1850年代，於這一帶捕鲸的漁民都稱這裡為「戴士伯」（Dunsbro）。於1839年，戴士柏首次出現於澳大利亞官方地圖。但是在地圖上，戴士柏的名字被拼寫成「邓斯伯」（Dunnsbro），而該名字「n」的數量於1950年代由兩個減少到一個，而「伯」（bro）亦被更改為「柏」（borough）。話1879年，戴士柏這個名字正式刊登於宪报。

## 現況

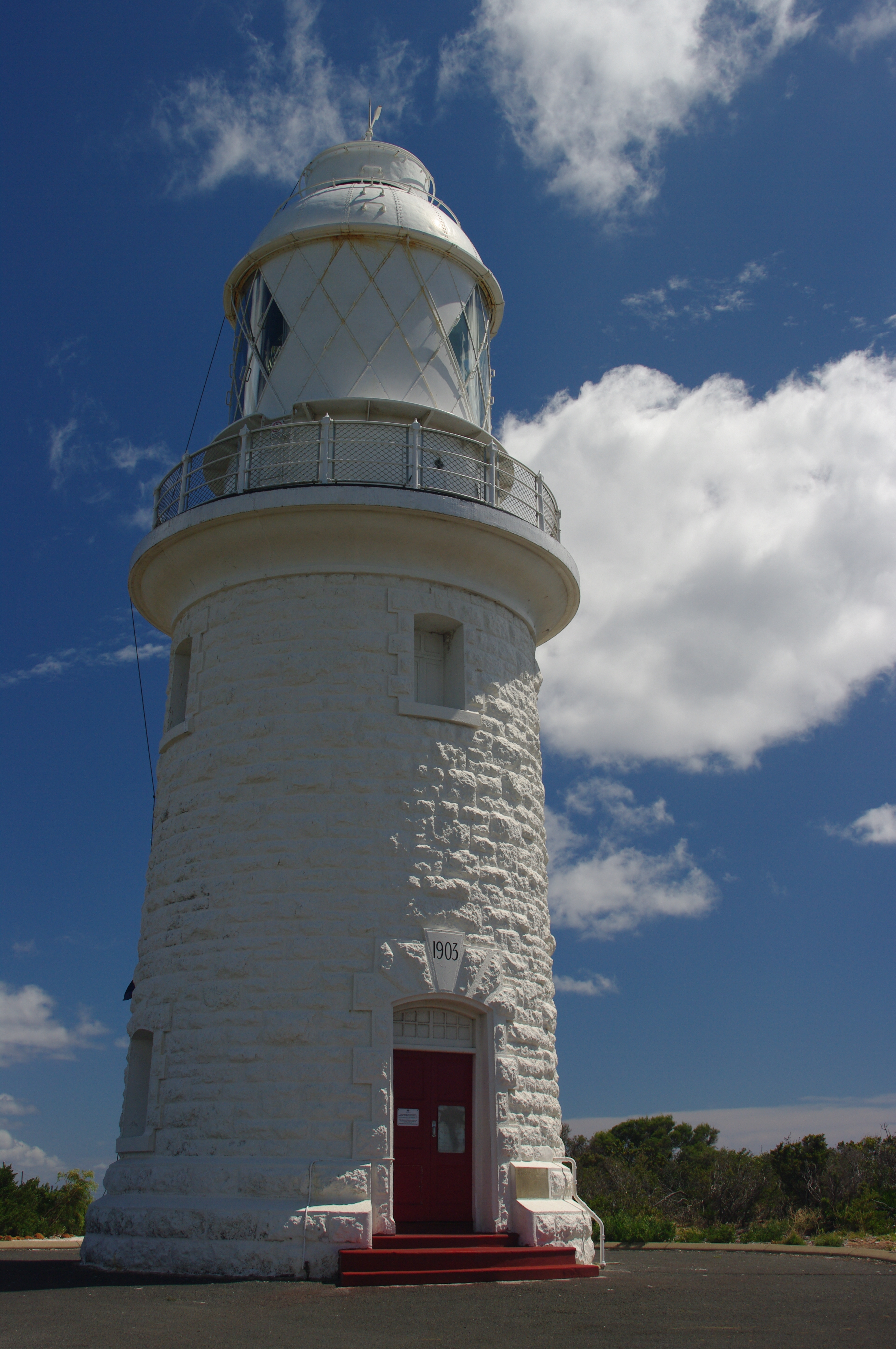
納多魯列斯角燈塔

戴士柏是納多魯列斯角附近最具歷史的城鎮。附近的定居點如碉堡湾，其歷史都比戴士柏少得多。戴士柏是西澳其中一個热门的旅游目的地。於1999年，戴士柏因其附近的喬格拉菲海灣水清沙幼，所以獲選為西澳最佳旅游目的地。在2000年代中，戴士柏的經濟急速增长，使當地居民相当富裕，而城鎮內亦不斷有新的高級咖啡馆出現。戴士柏亦是一個毕业生毕业後慶祝的勝地，而另一個毕业生毕业後慶祝的勝地則為罗得乃斯脱岛。而因為其旅遊業旺盛，因此戴士柏的經濟急速發展，並成為西澳其中一個最富裕的地區。

## 景點
戴士柏的其中一個主要景點為喬格拉菲海灣。喬格拉菲海灣是一個寧靜的海灣，擁有一個水清沙幼的沙灘。而其附近的偏僻的小海湾和迷人的海滨步道亦受人歡迎。
戴士柏的另一個著名景點就是其附近的納多魯列斯角。納多魯列斯角是一個海岬，並且有不少船隻因其暗礁而沉沒。因此，納多魯列斯角其中一個著名活動就是潛水觀看沉船。

## 運輸
戴士柏的公共交通為西南长途汽车公司轄下的巴瑟尔顿公共巴士服务903號路線。Transwa運輸公司亦提供通往珀斯和西南區一些城鎮的公共交通服務。

## 年度活动
- 米尔立爬坡-汽车拉力赛（Meelup Hill Climb  - motorcar rally）[9]
- 蟒蛇越野挑战赛（Anaconda Adventure Race）[10]
- 戴士柏艺术节（Dunsborough Arts Festival）[11]